# Liste des cours d'eau d'Algérie
Cet article est une liste des cours d'eau de l'Algérie qui répertorie les plus longs rivières et fleuves situés totalement ou partiellement en Algérie. 
Les cours d'eau sont classés par ordre alphabétique dans leurs wilayas respectives. Le même cours d'eau peut être trouvé dans plus d'une wilaya car de nombreux cours d'eau traversent les frontières de la wilaya.

## Wilaya d'Adrar
La wilaya d'Adrar comprend les cours d'eau suivants :
- Oued Timiaouine.

## Wilaya de Chlef
La wilaya de Chlef comprend les cours d'eau suivants :
- Oued Fodda.
- Oued Sly.
- Oued Tiffilès.
- Oued Baâdoud.
- Oued Tsigaout.
- Oued Allala.
- Oued Talassa.

## Wilaya de Laghouat
La wilaya de Laghouat comprend les cours d'eau suivants :
- Oued Mezzi.
- Oued Ouled Ziad.
- Oued Messaâd.
- Oued Touil.
- Oued Nessa.
- Oued Zeguerir.
- Oued Zargoun.

## Wilaya d'Oum el Bouaghi
La wilaya d'Oum El Bouaghi comprend les cours d'eau suivants :
- Oued Meskiana.
- Oued Sigus.

## Wilaya de Batna
La wilaya de Batna comprend les cours d'eau suivants :
- Oued El Grine.
- Oued Zitari.
- Oued Yabous.
- Oued El Fissane.

## Wilaya de Béjaia
La wilaya de Béjaïa comprend les cours d'eau suivants :
- Oued Soummam.
- Oued Bou Sellam.
- Oued Sahel.
- Oued Aguerioune.
- Oued Ghir.

## Wilaya de Biskra
La wilaya de Biskra comprend les cours d'eau suivants :
- Oued Labiod.
- Oued Meziraâ.
- Oued El Arab.
- Oued EL DJÉDI
- Oued El gantara

## Wilaya de Béchar
La wilaya de Béchar comprend les cours d'eau suivants :
- Oued Askri.
- Oued Bouhafra.
- Oued Guir.
- Oued Saoura.
- Oued Zegueg.

## Wilaya de Blida
La wilaya de Blida comprend les cours d'eau suivants :
- Oued Kef El Hammam.
- Oued Sidi El Kébir.

## Wilaya de Bouira
La wilaya de Bouira comprend les cours d'eau suivants :
- Oued Isser.
- Oued Ighzar
- Oued Lakhal ( Sour-Ghozlane -Ain-Besem - Bouira - El -Chemass )
- Oued El-Khemis ( Ain Hadjar )
- Oued Sbissi  ( Oued El-Khebathna )
- Oued Sahel  ( Oued Berdi )
- Oued El Bered ( Saharidj )
- Oued Hallouen
- Oued Taghzout
- Oued Izamouren
- Oued Tiftisine
- Oued Afoud ( Barrage Tilsdit )
- Oued Haizer
- Oued Ahl Kasr
- Oued Cheikh El Left
- Oued Zaallalou
- Oued Beni Mansour

## Wilaya de Tamanrasset
La wilaya de Tamanrasset comprend les cours d'eau suivants :
- Oued Tit.

## Wilaya de Tébessa
La wilaya de Tébessa comprend les cours d'eau suivants :
- Oued de Felg[1].
- Oued de Saf-Saf El Ouessra[2].
- Oued de Aïn Zerga[3].

## Wilaya de Tlemcen
La wilaya de Tlemcen comprend les cours d'eau suivants :
- Oued Kasdir.
- Oued Kiss
- Oued Tafna

## Wilaya de Tiaret
La wilaya de Tiaret comprend les cours d'eau suivants :
- Oued Rhiou.
- Oued Tounkira
- Oued Taht
- Oued Tafraoua
- Oued Merzoudane

## Wilaya de Tizi Ouzou
La wilaya de Tizi Ouzou comprend les cours d'eau suivants :
- Oued de Taksebt[4].
- Oued Aïssi.
- Oued Sebaou.

## Wilaya d'Alger
La wilaya d'Alger comprend les cours d'eau suivants :
- Oued Djer.
- Oued Mazafran[6].
- Oued Kniss[7].
- Oued Atoun[8] (ou: Oued Mkacel).
- Oued Béni Messous.
- Oued Ben Lezhar.
- Oued Fatis.
- Oued Tléta.
- Oued Djemaâ[9].
- Oued El Kerma.
- Oued Sidi Arrack.
- Oued El Harrach.
- Oued En-Nouria Mendri.
- Oued El Fouara.
- Oued Ben Amar.
- Oued Annassers.
- Oued Ardjem.
- Oued Djemaïa.
- Oued Sidi Ahmed.
- Oued Amar.
- Oued Ben Mehdi.
- Oued Boured.
- Oued El Hamiz.
- Oued Guerbaâ.
- Oued Réghaïa.

## Wilaya de Djelfa
La wilaya de Djelfa comprend les cours d'eau suivants :
- Oued El Malah.
- Oued Ettarous.
- Oued El Fercha.

## Wilaya de Jijel
La wilaya de Jijel comprend les Oueds suivants :
- Oued Kissir[10].
- Oued de Boussiaba[11].
- Oued de Béni Haroun[12].
- Oued d'El Agrem[13].
- Oued d’Erraguene.
- Oued de Tabellout[14].

## Wilaya de Sétif
La wilaya de Sétif comprend les cours d'eau suivants :
- Oued Barhoum.

## Wilaya de Saïda
La wilaya de Saïda comprend les cours d'eau suivants :
- Oued de Kef Bouali[15].
- Retenue collinaire de Ouled Brahim.
- Retenue collinaire de Doui Thabet.

## Wilaya de Skikda
La wilaya de Skikda comprend les cours d'eau suivants :
- Oued de Zerdezas : 20 millions de m3.
- Oued de Guenitra : 125 millions de millions de m3.
- Oued de Zit Emba : 120 millions de m3.
- Oued de Beni Zid : 50 millions de m3.

## Wilaya de Sidi Bel Abbès
La wilaya de Sidi Bel Abbès comprend les cours d'eau suivants :
- Oued Mekerra.

## Wilaya d'Annaba
La wilaya d'Annaba comprend les cours d'eau suivants :
- Oued Bouhamdane.
- Oued Mellah.
- Oued Ressoul.
- Oued Seybouse.
- Oued Ksob.

## Wilaya de Guelma
La wilaya de Guelma comprend les cours d'eau suivants :
- Oued de Hammam Debagh[17].
- Oued de Medjez Beggar[18].

## Wilaya de Constantine
La wilaya de Constantine comprend les cours d'eau suivants :
- Oued de Hammam Grouz[19].
- Oued Rhummel.

## Wilaya de Médéa
La wilaya de Médéa comprend les cours d'eau suivants :
- Oued Isser.
- Oued Besbès.
- Oued El Ouerk.
- Chelif
- Oued chiffa
- Oued Djer

## Wilaya de Mostaganem
La wilaya de Mostaganem comprend les cours d'eau suivants :
- Oued du Chlef.
- Oued de Kramis[20].
- Oued de Gargar[21].
- Oued de Sidi Abed[22].
- Oued Macta.

## Wilaya de M'Sila
La wilaya de M'Sila comprend les cours d'eau suivants :
- Oued Sidi Lakhdar.
- Oued Kouidet Thaalab.
- Oued Miter.
- Oued Harhar.
- Oued Soubella

## Wilaya de Mascara
La wilaya de Mascara comprend les cours d'eau suivants :
- Oued Bouhanifia.
- Oued Maoussa.

## Wilaya de Ouargla
La wilaya de Ouargla comprend les cours d'eau suivants :
- Oued Ouargla.

## Wilaya d'Oran
La wilaya d'Oran comprend les cours d'eau suivants :
- Oued de Béni Bahdel.
- Oued de Sidi Abdelli.
- Oued Tesmanit
- Oued Tazergha
- Oued Tarzaza

## Wilaya d'El Bayadh
La wilaya d'El Bayadh comprend les cours d'eau suivants :
- Oued Zerzour.
- Oued El Guebbour.

## Wilaya d'Illizi
La wilaya d'Illizi ne compte aucun cours d'eau.

## Wilaya de Bordj Bou Arreridj
La wilaya de Bordj Bou Arreridj comprend les cours d'eau suivants :
- Oued d'Aïn Zada[24].

## Wilaya de Boumerdès
La wilaya de Boumerdès comprend les cours d'eau suivants :
- Oued Arbia.
- Oued El Hamiz.
- Oued Isser.
- Oued Mraldène.
- Oued Réghaïa.
- Oued Sébaou.
- Oued Djaouna.
- Oued Djemâa.
- Oued Boligdouro.
- Oued Chéraga.
- Oued Ménaïel.
- Oued Boumzar.
- Oued Larbaa (El Arba).
- Oued Chender[25].
- Oued Guettar.
- Oued Bougdoura.
- Oued El Hammam[26].
- Oued Bourdine (Oued Méraldène).
- Oued Douhouche.
- Oued Merdja.
- Oued Boumerdès.
- Oued Tatareg.
- Oued Boufroun.
- Oued Corso.
- Oued Boudouaou.
- Oued El Hamiz.
- Oued Arbatache.

## Wilaya d'El Tarf
La wilaya d'El Tarf comprend les cours d'eau suivants :
- Oued de Boukhroufa[27].
- Oued de Chaffia[28].
- Oued de Meksa[29].
- Oued de Bougous[30].

## Wilaya de Tindouf
La wilaya de Tindouf ne compte aucun cours d'eau.

## Wilaya de Tissemsilt
La wilaya de Tissemsilt comprend les Oueds suivants :
- Oued de Koudiet Errosfa[31].
- Oued de Bougara[32].
- Oued de Mghila[33].
- Oued de Tamellaht[34].
- Oued de Oued Aïssa[35].

## Wilaya d'El Oued
La wilaya d'El Oued ne compte aucun cours d'eau.

## Wilaya de Khenchela
La wilaya de Khenchela comprend les cours d'eau suivants :
- Oued Lahtiba.

## Wilaya de Souk Ahras
La wilaya de Souk Ahras comprend les cours d'eau suivants :
- Oued de Oued Charef[37].
- Oued de Aïn Dalia[38].
- Oued de Oued Djedra[39].
- Oued de Oued Ghenam[40].
- Oued de Zouabi[41].
- Oued Medjerda.

## Wilaya de Tipaza
La wilaya de Tipaza comprend les cours d'eau suivants :
- Oued de Boukourdane[42].
- Oued de Taourira[43].
- Oued de Kef Eddir[44].

## Wilaya de Mila
La wilaya de Mila comprend les cours d'eau suivants :
- Oued de Béni Haroun[45].
- Oued de Oued Athmania[46].

## Wilaya de Aïn Defla
La wilaya de Aïn Defla comprend les cours d'eau suivants :
- Oued Tikezal.

## Wilaya de Naama
La wilaya de Naama comprend les cours d'eau suivants :
- Oued de Aïn Hadjadj[48].
- Oued Namous.

## Wilaya de Aïn Témouchent
La wilaya de Aïn Témouchent comprend les cours d'eau suivants :
- Oued Sebbah.

## Wilaya de Ghardaïa
La wilaya de Ghardaïa comprend les cours d'eau suivants :
- Oued Mzab.
- Oued El Kebch.
- Oued Nessa.

## Wilaya de Relizane
La wilaya de Relizane comprend les cours d'eau suivants :
- Oued Menni.
- Oued Rhiou.